# 常山郡故城

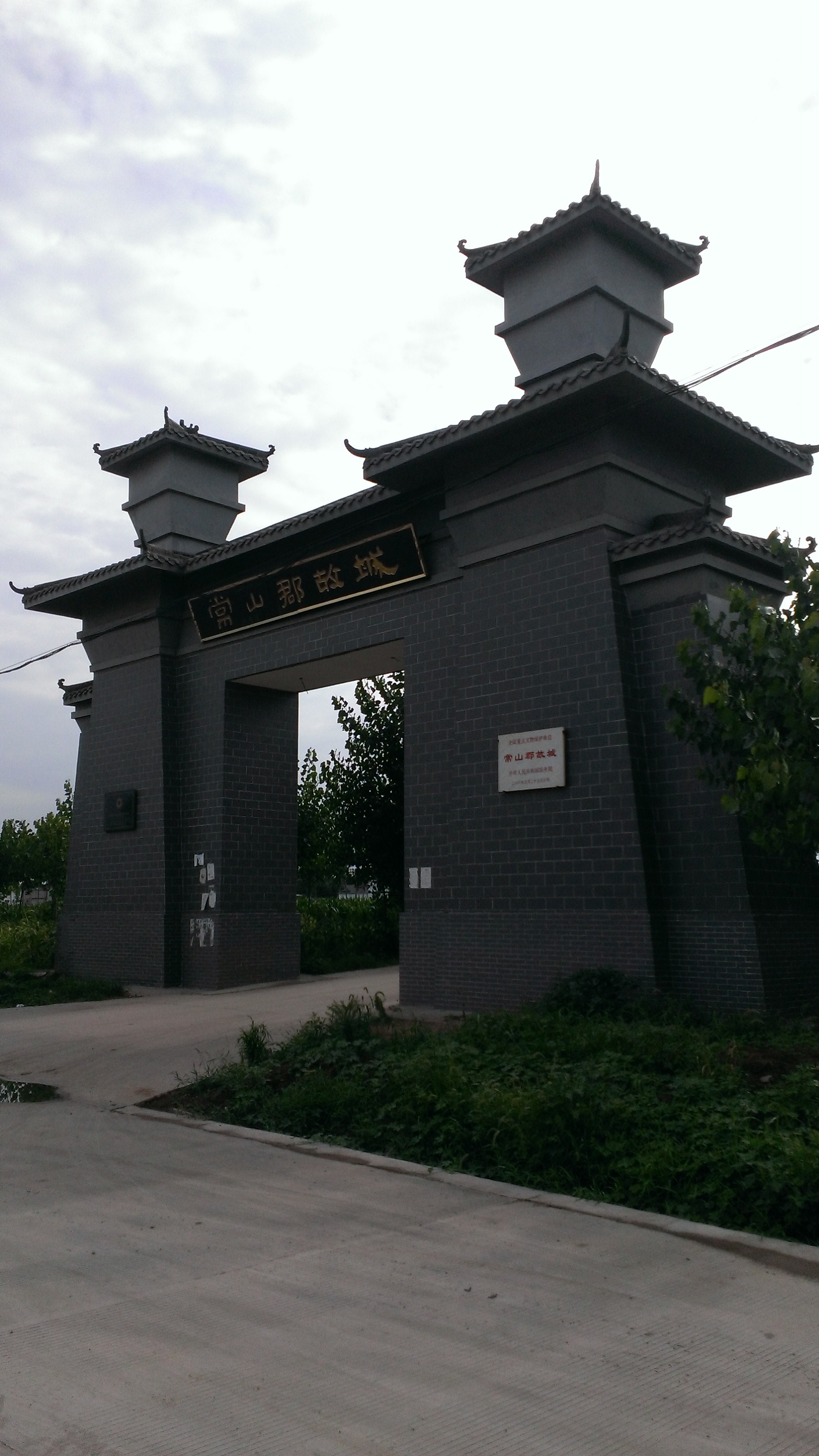
常山郡故城遗址位于石邢公路的入口

常山郡故城位于中国河北省石家庄市元氏县殷村镇故城村。建于赵孝成王十一年（公元前255年），毁于唐武德二年（公元619年）。2006年5月25日列入第六批全国重点文物保护单位。

## 历史
赵惠文王四年（公元前296年），赵王把原属于中山国的一块土地封给了公子元（此为元氏县名的由来）。赵孝成王十一年（公元前255年）在今元氏县故城村的位置修筑城廓。西汉及以后，这里的建置沿革由于史料记载明确而没再出现异议。之后的汉高祖时期在此地设置了元氏县，随后又在这里设置了恒山郡，县治和郡治所在地都在今故城村。当时常山郡领有县和侯国共25个。公元前179年刘恒即位（史称汉文帝），当时为避“恒”字之讳，将北岳恒山改为“常山”，同时改恒山郡为常山郡，领18县和4个侯国。王莽篡权后，废侯国。此后常山郡的建制变化多端，有时是侯国，有时却又变为郡，但治所一直在元氏。到西晋初年（另一说为三国曹魏时期），常山郡治由元氏迁往真定（今石家庄市东古城村）。从此故城只是元氏县的治所。隋开皇十六年（公元596年），曾析元氏县置灵山县，县城在今元氏县城的东城角村与西城角村之间。但是灵山县存在时间极其短暂，于大业元年（公元605年）再次并入元氏县。大业末年（约614-618年），元氏县城从今故城村所在地迁移到今元氏县城所在地。唐武德二年（619年），农民起义军窦建德的部将刘黑闼攻破元氏故城。随后县治南移，故城便从此荒废。

## 遗址
常山郡故城原为正方形，各边长1200米，占地144万平方米。城墙为夯土打筑，夯土每层5—10厘米。据当地农民讲，土层里很容易找到陶砖瓦片，城内地下还有古街道遗址，并且有人采集到了古作坊遗物。

现今北城墙已消失，西城墙存有残留，南城墙与东城墙仅剩概貌。

## 南水北调工程避让遗迹
中华人民共和国南水北调工程的规划中途经该遗址。正巧在前期勘测中，中华人民共和国国家文物局到故城村调研视察得知这一情况之后立刻上报中华人民共和国国务院，之后南水北调工程线路在几百米外绕城一圈得以改线，使得拥有2000多年历史文化的遗址被完整保留。